# Alur Dua Baru
Alur Dua Baru is een bestuurslaag in het regentschap Langkat van de provincie Noord-Sumatra, Indonesië. Alur Dua Baru telt 2636 inwoners (volkstelling 2010).